# لیلی البه
لیلی البه  (به انگلیسی: Lili Elbe؛ زادهٔ ۲۸ دسامبر ۱۸۸۲ – درگذشتهٔ ۱۳ سپتامبر ۱۹۳۱) هنرمند اهل دانمارک بود. وی به عنوان یک زن ترنس و اولین کسی که جراحی تطبیق و بازتایید جنسیت انجام داده‌است، شناخته می‌شود. البه، نقاش و نگارگر دانمارکی بود، در زمان تولد به اشتباه به او جنسیت مرد نسبت دادند اما چند سال پس از ازدواجش، متوجه جنسیت واقعی خود شد؛ اینکه یک زن است و با ظاهر و لباسهای زنانه خوشحال‌تر است. پس از سال‌ها و مراجعه به پزشکان مختلف، پزشکی آلمانی او را در جریان عمل تطبیق و بازتایید جنسیت، عملی که هیچ‌وقت تا آن موقع انجام نشده بود، قرار داد. پس از چندین مرحله عمل تطبیق و بازتایید جنسیت، او برای عمل گذاشتن رحم و واژن در سن چهل و هشت سالگی به پزشکش مراجعه کرد.
عمل ناموفق بود و وی مدتی پس از عمل درگذشت. از لیلی البه به عنوان اولین انسان تاریخ که عمل تطبیق و بازتایید جنسیت داشته یاد می‌شود.
فیلمی به نام دختر دانمارکی نیز در مورد داستان زندگی او ساخته شده‌است که به ماجرای زندگی او با گردا وگنر و ماجرای تطبیق و بازتایید جنسیت او می‌پردازد.

## اوایل زندگی
البه در سال ۱۸۸۲ در وایل، دانمارک متولد شد. سال‌ تولدش گاهی به عنوان سال ۱۸۸۶ اعلام می‌شود، که ظاهراً از یک کتاب در مورد اوست و برخی از حقایق در موردش تغییر کرده‌است تا از هویت افراد درگیر محافظت کند. زندگی‌نامهٔ همسر البه یعنی گردا وگنر نشان می‌دهد که تاریخ ۱۸۸۲ درست نیست، زیرا آنها در سال ۱۹۰۴ در کالج محل تحصیل خود ازدواج کردند، زمانی که تنها ۱۸ سال داشت، بنابراین تاریخ ۱۸۸۶ درست می‌باشد.

## ازدواج و مدلینگ
البه برای اولین بار، وقتی با گردا وگنر ملاقات کرد که آنها دانشجویان آکادمی هنرهای زیبا در کپنهاگ دانمارک بودند؛ و در سال ۱۹۰۴ هنگامی که گردا ۱۹ ساله بود و البه ۲۲ ساله بود ازدواج کردند. آنها به عنوان تصویرساز کار می‌کردند، البه متخصص  نقاشی‌های چشم‌انداز بود، در حالی که گردا کتاب‌ها و مجلات مد را نقاشی می‌کرد.
آنها به ایتالیا و فرانسه سفر کردند و در نهایت در سال ۱۹۱۲ در پاریس مستقر شدند و البه توانست به‌طور آشکار به عنوان یک زن زندگی کند و گردا به عنوان همجنس‌گرا شناخته می‌شد. البه در سال ۱۹۰۷ جایزهٔ نوه هاوسن را دریافت کرد. وی همچنین در موزهٔ هنر ویجه در دانمارک حضور داشت.
البه بعد از مدتی، لباس‌های زنانه پوشید. او جوراب و کفش‌های پاشنه بلند می‌پوشید تا پاهای او بتوانند برای مدل جایگزین شوند. البه احساسی به‌صورت شگفت‌آور راحت در لباس‌های زنانه داشت و شروع به شناسایی به عنوان یک زن نمود. گردا وگنر برای نقاشی‌هایش از زنان زیبا با چهره‌های متمایل به شکل بامزه که در قالب‌های شیک قرار داشتند مشهور شد. در سال ۱۹۱۳، عموم مردم شوکه شده‌بودند وقتی متوجه شدند مدل الهام بخش تصاویر گردا وگنر، در واقع همان البه می‌باشد.
در دهه‌های ۱۹۲۰ و ۱۹۳۰، البه به‌طور منظم به عنوان یک زن معرفی شد. البه به‌عنوان خواهر گردا وگنر نیز گاهی معرفی می‌شد.

## جراحی و طلاق
در سال ۱۹۳۰، البه برای جراحی مجدد تطبیق و بازتایید جنسیت به آلمان رفت و در آن زمان این عمل بسیار تجربی بود. چهار عمل در مدت دو سال انجام شد. اولین عمل جراحی، حذف بیضه‌ها، تحت نظارت ماگنوس هیرشفلد متخصص جنسی در برلین انجام شد. بقیه اعمال جراحی البه توسط کورت وانکروس، یک دکتر در کلینیک زنان درسدن انجام شد. در مرحلهٔ دوم عمل جراحی، تخمدان بر روی عضلات شکمی قرار گرفت، در مرحلهٔ سوم، آلت تناسلی و اسکروتوم را حذف شد، و در مرحلهٔ چهارم برای پیوند رحم و ساخت کانال واژینال جراحی انجام شد.
در زمان آخرین عمل جراحی البه، پروندهٔ او تیتر روزنامه‌های دانمارک و آلمان بود. در یک دادگاه دانمارکی،، ازدواج زن و شوهر در اکتبر ۱۹۳۰ لغو شد؛ و البه موفق به دریافت نام جدید شد و نام او به صورت قانونی تغییر کرد، از جمله گرفتن پاسپورت به عنوان لیلی لسلی الونس بود. او نقاشی را کنار گذاشت چرا که باور داشت که این چیزی‌است که بخشی از هویت او بود. پس از پایان ازدواج‌شان و طلاق، البه برای چهارمین جراحیش به درسدن بازگشت.
البه تبدیل به دومین زن ترنسی شد که در سال ۱۹۳۱ تحت روش واژینوپلاستی قرار گرفت، پس از دورا ریشتر تحت همان روش قرار گرفت. کاستراسیون و پینکتومی او توسط دکتر لودویگ لووی لنز سال قبل از آن انجام شده بود. در این جراحی به‌طور عمدی بخشی از اسکروتوم باقی ماند و دست نخورده ماند، این عمل در کلینیک زنان شهر درسدن گرفته شد. در اینجا بود که لابیاپلاستی و تجدید جراحی در به خاطر مصرف نکردن آنتی‌بیوتیک، به مرگ البه از عفونت در سپتامبر ۱۹۳۱ منجر شد.
سوزاندن کتاب‌ها در مؤسسه تحقیقات جنسی دانشجویان توسط نازی در ماه مه ۱۹۳۳ و نابود کردن کلینیک زنان شهر درسدن و سوابق آن در بمب‌گذاری‌های متفقین در فوریه ۱۹۴۵ موجب شد که فرایند جراحی و روایت دقیق لیلی البه هرگز حل نشود.

## مرگ
البه با کلود لژونه، فروشندهٔ هنری فرانسوی ارتباط داشت. او می‌خواست با البه ازدواج کند و می‌خواست فرزند داشته‌باشد؛ برای همین او به دنبال جراحی نهایی خود را با پیوند رحم بود.
در ژوئن ۱۹۳۱، البه عمل‌هایی داشت که شامل ایمپلنت رحم و ساخت واژن بود که هر دو روش جدید و تجربی در آن زمان بود. با این حال، سیستم ایمنی بدن رحم پیوندی را رد کرد و عفونت پیشرفت کرد. وی در ۱۳ سپتامبر ۱۹۳۱، سه ماه پس از عمل جراحی‌اش، درگذشت.
البه در ترینیتاتیسفریدهوف در درسدن به خاک سپرده شد. این قبر در دهه ۱۹۶۰ کشف شد. در آوریل ۲۰۱۶، یک سنگ قبر جدید برایش گذاشته شد که توسط شرکت فوکس فیچرز، شرکت تولیدی فیلم دختر دانمارکی تأمین مالی شد. این سنگ قبر، تاریخ تولد البه را نشان نمی‌دهد و فقط نام و مکان تولد و مرگش است.